# Mutiny on the Bay
Mutiny on the Bay es el primer álbum en vivo de la banda estadounidense de hardcore punk Dead Kennedys. El material del álbum se compiló de una serie de conciertos realizados entre marzo de 1982 y febrero de 1986 en la ciudad natal de la banda, San Francisco, con una pista adicional tomada del último show de la banda en Davis, California, antes de su disolución en 1986.

## Antecedentes
Mutiny on the Bay se armó y lanzó después de una larga demanda, que resultó en la transferencia de los derechos del catálogo de Dead Kennedys del sello discográfico del cantante y compositor Jello Biafra, Alternative Tentacles, a los otros tres miembros de la banda. El título del álbum alude a la apropiación de estos derechos (el "motín") y al hogar de la banda (el Área de la Bahía de San Francisco) con un guiño al famoso Motín del HMS Bounty de la Marina Real británica que sirvió de base para numerosas novelas y películas. La calidad del álbum ha sido criticada por el cantante Jello Biafra.

## Grabación
El álbum no es un concierto consecutivo, sino pistas extraídas de varias actuaciones entre 1982 y 1986.
Los temas «Police Truck», «Holiday in Cambodia», «Forward to Death», «I Am the Owl» y «Riot» se grabaron en el Elite Club de San Francisco el 20 de marzo de 1982. «Hellnation», «California über alles», «Too Drunk to Fuck"» y «This Could Be Anywhere» se grabaron en The Stone, San Francisco, el 16 de febrero de 1986. «Moon Over Marin», «MTV − Get off the Air» y «Goons of Hazard» también se grabaron en The Stone al día siguiente.
Como peculiaridad, «Kill the Poor» fue grabado el 21 de febrero de 1986 en el Freeborn Hall de Davis, California. El espectáculo es recordado porque fue la actuación final de Dead Kennedys con Jello Biafra.

## Lista de canciones
| CD    |                                                     |              |                                                     |          |  |
| N.º   | Título                                              | Letras       | Lugar y fecha                                       | Duración |  |
| 1.    | «Introduction»                                      | Jello Biafra | Elite Club - San Francisco, CA 20 de marzo de 1982  | 0:22     |  |
| 2.    | «Police Truck»                                      | Jello Biafra | Elite Club - San Francisco, CA 20 de marzo de 1982  | 2:38     |  |
| 3.    | «Kill the Poor»                                     | Jello Biafra | Freeborn Hall - Davis, CA 21 de febrero de 1986     | 3:04     |  |
| 4.    | «Holiday in Cambodia»                               | Jello Biafra | Elite Club - San Francisco, CA 20 de marzo de 1982  | 4:30     |  |
| 5.    | «Moon Over Marin»                                   | Jello Biafra | The Stone - San Francisco, CA 17 de febrero de 1986 | 3:34     |  |
| 6.    | «California über alles»                             | Jello Biafra | The Stone - San Francisco, CA 16 de febrero de 1986 | 4:29     |  |
| 7.    | «M.T.V. – Get off the Air»                          | Jello Biafra | The Stone - San Francisco, CA 17 de febrero de 1986 | 4:14     |  |
| 8.    | «Too Drunk to Fuck»                                 | Jello Biafra | The Stone - San Francisco, CA 16 de febrero de 1986 | 2:54     |  |
| 9.    | «Goons of Hazzard»                                  | Jello Biafra | The Stone - San Francisco, CA 17 de febrero de 1986 | 4:07     |  |
| 10.   | «This Could Be Anywhere (This Could Be Everywhere)» | Jello Biafra | The Stone - San Francisco, CA 16 de febrero de 1986 | 4:22     |  |
| 11.   | «Forward to Death»                                  | 6025         | Elite Club - San Francisco, CA 20 de marzo de 1982  | 1:10     |  |
| 12.   | «I Am the Owl»                                      | Jello Biafra | Elite Club - San Francisco, CA 20 de marzo de 1982  | 5:15     |  |
| 13.   | «Hellnation»                                        | D.H. Peligro | The Stone - San Francisco, CA 16 de febrero de 1986 | 2:59     |  |
| 14.   | «Riot»                                              | Jello Biafra | Elite Club - San Francisco, CA 20 de marzo de 1982  | 7:31     |  |
| 51:16 |                                                     |              |                                                     |          |  |

## Personal
- Jello Biafra – voz
- East Bay Ray – guitarra, productor
- Klaus Flouride – bajo, coros
- D.H. Peligro – batería
- Sue Brisk – fotografías
- John Cuniberti – ingeniería, mezclas